# تاکاشی ساوادا
تاکاشی ساوادا (انگلیسی: Takashi Sawada؛ زادهٔ ۲۶ مهٔ ۱۹۹۱) بازیکن فوتبال اهل ژاپن است.
از باشگاه‌هایی که در آن بازی کرده‌است می‌توان به باشگاه فوتبال شیمیزو اس-پالس اشاره کرد.